# Condado de Bibb (Geórgia)
O Condado de Bibb é um dos 159 condados do Estado americano de Geórgia. A sede do condado é Macon, e sua maior cidade é Macon. O condado possui uma área de 661 km², uma população de 153 887 habitantes, e uma densidade populacional de 258 hab/km² (segundo o censo nacional de 2000). O condado foi fundado em 9 de dezembro de 1822.